# سعد آل موسى
سعد آل موسى لاعب كرة قدم سعودي، يلعب كمدافع في نادي الاتحاد.

## الحياة الشخصية
هو توأم اللاعب ياسر آل موسى.

## وصلات رياضية
سعد الموسى على موقع قاعدة بيانات كرة القدم.إي يو (الإنجليزية)
- سعد الموسى على موقع Soccerway.com (الإنجليزية)